# Величайшее шоу в галактике
Величайшее шоу в галактике (англ. The Greatest Show in the Galaxy) — четвёртая и последняя серия двадцать пятого сезона британского научно-фантастического телесериала «Доктор Кто», состоящая из четырёх эпизодов, которые были показаны в период с 14 декабря 1988 года по 4 января 1989 года.

## Сюжет
Доктор и Эйс, несмотря на боязнь клоунов у последней, посещают Психический Цирк на планете Сегонакс. Туда прилетают и другие посетители: Ребёнок-фанат, байкер Норд и занудный межгалактический исследователь Капитан Кук со своей компаньонкой Мэгс, «уникальной особью».
Главный клоун путешествует по планете в компании механических клоунов, с помощью воздушных змеев ища сбежавшего робота-ремонтника Беллбоя и его напарницу Дитя Цветов. На борту брошенного автобуса последнюю убивает робот-кондуктор, который атакует и Доктора, Капитана, Эйс и Мэгс. Доктор отключает его, а Эйс находит сережку Дитя Цветов и прикалывает её к куртке. Путешественники идут к цирку, но Эйс отказвыается, услышав крики Мэгс изнутри: та увидела, как Беллбоя наказывают. Доктор, однако, переубеждает её.
Внутри они встречают кассиршу и предсказательницу Моргану, и Доктор с Эйс присоединяются к аудитории: странной семье из отца, матери и дочери, спокойно наблюдающими за сценой. Появляется конферансье и приглашает Доктора принять участие в представлении, на что тот соглашается и идет за кулисы, где держат Норда, Капитана и Мэгс. Норда выпускают на сцену первым, и, когда его попытка представления проваливается, его убивают.
Главный клоун замечает сережку на куртке Эйс, и та сбегает вглубь цирка, где находит Беллбоя, привязанного к верстаку. Тот, увидев сережку, начинает ей доверять, но его память повреждена, и он может рассказать ей, что все посетители цирка исчезали. Вернувшись, она видит спор Морганы и конферансье о моральной стороне их дела. Их прерывает Ребёнок-фанат, которого тоже выводят на ринг, где он также не может развлечь семью в зале, и потому погибает.
Доктор и Мэгс проникают вглубь цирка, где находят странный проход. Мэгс начинает вести себя странно, увидев луну, выгравированную на арке, но Доктор её успокаивает. В конце туннеля они находят глубокую шахту с пульсирующей энергией внизу, откуда выглядывает странный символ глаза, который находится и на воздушных змеях Главного клоуна. Моргана также видит глаз в своем хрустальном шаре, что заставляет её усомниться в своей верности силам, контролирующим цирк и планету. Капитан с группой клоунов ловит Доктора и Мэгс и сообщает, что Доктор пойдет на ринг следующим.
Сбежав от Капитана, Доктор встречает Бездельника, понимая, что он ключ к ситуации. Эйс заставляет Беллбоя вспомнить: один из рабочих, Бездельник, которого прозвали Боссом, привел их на Сегонакс в поисках великой силы, которая вскоре свела его с ума и поработила остальной цирк. Смерть Дитя Цветов была от рук робота, которого построил Беллбой. Тот решает больше не винить себя и помочь остальным сбежать. Он отвлекает на себя клоунов и погибает.
Тем временем Доктор, Эйс и Бездельник приходят к шахте. У последнего имеется медальон с таким же глазом, но пропавшей из середины частью, и тот с Эйс отправляется к старому автобусу. Доктор, чтобы выиграть время, сдается и оказывается на сцене с Мэгс. Капитан устраивает симуляцию лунного затмения, и Мэгс превращается в вервольфа. Но та нападает на Капитана, что радует троицу зрителей. Доктор с Мэгс убегают, а семья требует ещё развлечений. Конферансье и Моргана пытаются их развлечь и погибают.
Эйс и Бездельник уничтожают кондуктора и находят часть медальона. С целым медальоном память Бездельника восстанавливается, и тот становится Боссом. Уничтожив с помощью робота Главного клоуна и его миньонов, они возвращаются в цирк, где обнаруживают, что Доктор теперь на сцене. Та оказывается межпространственным порталом, а семья — богами Рагнарёка, питающимися развлечениями и убивающими всех, кто их не удовлетворяет. Серия трюков и фокусов дает ему задержку, чтобы Эйс и Босс скинули медальон в колодец, Доктор его поймал и отразил силу богов в них самих. Те становятся жертвами своих же сил, и Доктор возвращается в Психический Цирк, уже рассыпающийся и взрывающийся, откуда убегает со своими друзьями. Он с Эйс улетает, а Босс и Мэгс решают устроить цирк на другой планете. Уже в ТАРДИС Доктор сообщает, что он, кажется, теперь также боится клоунов, как и Эйс.

## Трансляции и отзывы
| Эпизод            | Дата показа     | Продолжительность | Телезрители (в миллионах) |
| ----------------- | --------------- | ----------------- | ------------------------- |
| «Часть 1»         | 14 декабря 1988 | 24:23             | 5,0                       |
| «Часть 2»         | 21 декабря 1988 | 24:20             | 5,3                       |
| «Часть 3»         | 28 декабря 1988 | 24:30             | 4,9                       |
| «Часть 4»         | 4 января 1989   | 24:24             | 6,6                       |
| [ 1 ] [ 2 ] [ 3 ] |                 |                   |                           |

## Производство
Серию чуть было не постигла судьба серии «Шада»: прекращение производства после съёмок на открытой местности. В павильонах BBC был найден асбест, что послужило причиной временного их закрытия. Однако на парковке одной из студий BBC был возведен тент, где и снимались сцены, изначально планируемые для павильонов.
Сильвестр Маккой обучался магическим трюкам и фокусам для четвёртого эпизода у британского комедийного фокусника Джеффри Дархэма, известного как Великий Сопрендо.